# Отруйний Плющ (персонаж)
Отруйний Плющ (англ. Poison Ivy), Памела Ліліан Айслі (англ. Pamela Lillian Isley) — суперлиходійка всесвіту DC Comics, ворог Бетмена. Створена письменником Робертом Каніґером і художником Карміном Інфантіно, вона вперше з'явилась у «Бетмен» №181 (червень 1966) і стала одним із найстійкіших ворогів супергероя Бетмена, який належить до групи ворогів, які складають його галерею шахраїв.
У 1997 році вийшов фільм «Бетмен і Робін», де її втілила акторка Ума Турман. Отруйний Плющ з'явилась також у мультсеріалах «Бетмен» (1992) і «Бетмен» (2004), де її озвучували Діана Першинг і П'єра Коппола відповідно.
У своїх появах у коміксах Отруйний Плющ зображена як ботанік, який перетворилася на людиноненависницьку екотерористку в Ґотем-Сіті зі здатністю контролювати все рослинне життя. Уповноважена елементарною силою, відомою як Зелень, Айві намагається захистити святість і верховенство природи будь-якою ціною, нападаючи на людство, що призводить її до конфлікту з Бетменом. Хоча зазвичай Айві зображується як суперлиходійка, вона іноді була антигероїнею, а також головним коханням Гарлі Квінн після перезапуску The New 52 і DC Rebirth.
Візуальним образом Отруйного Плюща служить цілісний костюм, прикрашений листям і виноградною лозою.
Отруйний Плющ займає місце № 64 у списку «100 найкращих коміксних лиходіїв» за версією IGN.. Вона також посіла 21 місце у списку «100 найсексуальніших жінок у коміксах» за версією Comics Buyer's Guide.
Отруйний Плющ була адаптована в різних медіа-втіленнях, її зобразили Ума Турман у фільмі «Бетмен і Робін» 1997 року, Клер Фолі, Меґґі Ґега та Пейтон Ліст у телесеріалі Fox «Ґотем» і Бріджет Ріган у серіалі The CW Arrowverse Бетвумен. Озвучили персонажа в різних сюжетах — від анімації до відеоігор Даян Першинг, Тася Валенза, Лейк Белл, Тара Стронг та інші.

## Історія видання
Отруйний Плющ був створений Робертом Каніґером і Карміном Інфантіно. Персонаж вперше з'явився в Бетмені №181 (червень 1966). Інфантіно розповідав, як створювався персонаж: «Єдина причина, чому вона з’явилася, це Жінка-кішка в шоу про Бетмена. Їм хотілося більше жінок-лиходійок. А як називалася інша, яку я зняв... "Срібна Лисиця"! А потім Бетгьорл … Це шоу, тому що ми продавали його мільйонними тиражами на місяць. Але коли це шоу померло, зникли й комікси».
Походження Отруйного Плюща описано в оповіданні Ніла Ґеймана «Павана» (Таємне походження №36, 1988), під час якого вона проголошує себе дочкою природи та законною володаркою світу. Пізніше з'ясовується, що її сили були надані їй силою навколишнього середовища, відомою як Зелень. Айві вважається надзвичайно красивою у Всесвіті DC і часто представлена як спокусниця. Зазвичай вона зображується босоніж із довгим розпущеним волоссям, рослинними лозами, що простягаються над її кінцівками, і зеленим цільним костюмом, прикрашеним листям, із випадковими варіаціями відтінку її шкіри.

Письменник Дж. Т. Крул, який допоміг глибше визначити особистість Отруйної Айві, підсумував її характер такою цитатою:
Найбільше мені подобається в Отруйному Плющі те, що вона балансує на межі між бастіоном Матері-Природи та психологічним еко-терористом. Вона бачить себе рукою Матері-Природи. Якби Мати-Природа була "Богом", то Айві була б її "Ісусом". Вона захищає беззахисну природу світу і щиро вірить у свою справу. Каліцтво, каліцтво і каліцтво - це крайні заходи, але це ніщо в порівнянні з тією непоправною жорстокістю, яку людство заподіяло світу природи. Айві завжди бачить вищу мету, коли карає тих, хто на це заслуговує.— J. T. Krul
Після появи в різних виданнях DC Comics, Отруйна Айві знялася у своїй першій сольній серії коміксів у міні-серіалі 2016 року Отруйний Плющ: Цикл життя і смерті. За цим послідував графічний роман «Отруйний плющ: Шипи» 2021 року та однойменний «Отруйний плющ», серія коміксів, що триває, вперше опублікована в 2022 році. Також персонаж знявся в міні-серіалах «Гарлі Квінн і Отруйний Плющ» (2019  –  2020).

## Життєпис вигаданого персонажа

### Докризовий
Доктор Памела Ліліан Айслі, доктор філософії — багатообіцяюча ботанічка, яку Марк Леґран переконав допомогти йому в крадіжці єгипетського артефакту, що містить стародавні трави. Побоюючись, що вона причетна його до крадіжки, він намагається отруїти її травами, які є смертельними та невідомими. Вона переживає цю спробу вбивства та виявляє, що набула імунітету до всіх природних токсинів і хвороб.

### Посткризовий
Після подій коміксів DC Maxi-серії «Криза на нескінченних землях», які масово переосмислили історію та безперервність Всесвіту DC, походження Отруйного Плюща було переглянуто в Таємне походження №36, 1988, написаному Нілом Ґейманом. Справжнє ім'я Отруйного Плюща - доктор Памела Ліліан Асйлі, доктор філософії, ботанікиня з Ґотем-Сіті. Вона виростає заможною з емоційно віддаленими батьками, а пізніше вивчає ботанічну біохімію в університеті з Алеком Голландом під керівництвом доктора Джейсона Вудру. Асйлі, сором'язлива дівчина, легко піддається спокушенню свого професора. Вудру в якості експерименту вводить Асйлі отрути та токсини, викликаючи її трансформацію. Вона двічі ледь не помирає в результаті цих отруєнь, що зводить її з розуму. Пізніше Вудру тікає від влади, залишаючи Асйлі в лікарні на півроку. Розлючена через зраду, вона страждає від різких перепадів настрою, в одну мить вона мила, а в наступну — зла. Коли її хлопець потрапляє в автомобільну аварію після того, як загадковим чином страждає від великого грибка, Асйлі кидає школу та залишає Сіетл, зрештою осідаючи в Ґотем-Сіті.
Вона починає свою злочинну кар'єру, погрожуючи випустити в повітря свої задушливі спори, якщо місто не задовольнить її вимоги. Того ж року в Ґотемі з’являється Бетмен, який перешкоджає її планам, і її ув’язнюють у притулку Аркхема. З цього моменту вона відчуває одержимість Бетменом, оскільки він єдина людина, яку вона не могла контролювати через його сильну волю та зосередженість. З роками вона розвиває рослинні надздібності, найпомітнішою з яких є смертельний токсин у її губах; вона буквально здатна вбити поцілунком.
У наступних випусках вона стверджує, що почала злочинне життя лише для того, щоб отримати достатні кошти, щоб знайти місце, щоб побути наодинці зі своїми рослинами, не потурбовані людьми. Кілька років потому вона намагається назавжди залишити Готем, втікаючи з Аркхема, щоб оселитися на безлюдному острові в Карибському морі. Безплідну пустку вона перетворює на другий Едем і вперше у своєму житті стає щасливою. Однак невдовзі його бомбардують, коли американська корпорація випробовує свої системи зброї на покинутому, як вони вважають, острові. Айві повертається до Ґотема з помстою, караючи винних. Після того, як її добровільно затримав Бетмен, вона вирішила, що ніколи не зможе покинути Ґотем, принаймні поки світ не стане безпечним для рослин. Відтоді вона присвячує себе нездійсненній місії «очищення» Ґотема.
Одного разу Бетмен їде до Сіетла, щоб дізнатися інформацію про життя Памели Асйлі до того, як вона стала Отруйним Плющем. Тут Бетмен заявляє, що обоє батьків Памели мертві. Коли і чому вони загинули, залишилося невідомим.
Перебуваючи в Аркхемі, Отруйна Айві отримує повідомлення через квіти, що хтось має допомогти їй втекти. Тієї ночі дві жінки, Голлі та Єва, успішно виривають Айві та повертають її до свого роботодавця. Вона не дуже щаслива, дізнавшись, що експерименти над нею проводив Флорон, раніше відомий як доктор Джейсон Вудру, її колишній професор коледжу. Єдиною людською частиною, що залишилася, є його голова, тоді як решта його тіла рослинна.
Уклавши з ним угоду в тунелях Ґотема, Айві отримує повний багажник грошей в обмін на зразки її ДНК. Вудру має намір об’єднати їхню ДНК, щоб створити «дитину», заповнюючи вулиці Готема високоякісною марихуаною. Мета цього полягає в тому, щоб створити світову економіку, яка базуватиметься на коноплях, і щоб їхні нащадки контролювали її. Бетмен втручається, але його долають поплічниці Вудру, Голлі та Єва. Однак Айві кидається на Флоронського чоловіка і дозволяє Бетмену битися з нетверезим маніяком. Зрештою, Бетмен обезголовлює Флоронову людину, а Айві втікає зі своїми грошима.
Часом Айві демонструє позитивні і материнські риси. Коли Ґотем-Сіті було зруйноване землетрусом і оголошене Нічиєю землею, вона тримає панування над парком Робінзон і перетворює його на тропічний рай, а не бореться за територію, як більшість ворогів Бетмена. Шістнадцять дітей, які осиротіли під час землетрусу, приїжджають жити до неї, оскільки вона співчуває їм, оскільки сама пережила травматичне дитинство. Вона піклується про них, як про синів і дочок, незважаючи на свою звичайну мізантропію. Тієї зими Айві відвідує Глиноликий (Безіл Карло), сподіваючись укласти з нею угоду. Це призведе до того, що вона вирощуватиме фрукти та овочі, матиме сироти збирати їх, а він продаватиме продукцію тому, хто запропонує найвищу ціну. Вона не хоче мати нічого спільного з планом і намагається вбити його поцілунком. Однак Клейфейс перемагає її та ув’язнює Айві та дітей-сиріт на шість місяців у камері під озером у парку. Він годує її сіллю і оберігає від сонця, щоб її послабити. Згодом приходить Бетмен і виявляє ув’язнених сиріт і Айві. Вони погоджуються працювати разом, щоб знищити Карло. Бетмен бореться з Клейфейсом і наказує Робіну підірвати дно озера вище, дозволяючи бурхливій воді розколоти мул, фактично звільнивши Айві. Вона бореться з Карло, захоплюючи його в гілках дерева і смертельно цілуючи. Потім вона занурює його в землю, де він стає добривом для рослин Айві. Бетмен, який спочатку мав намір забрати сиріт від Айві, визнає, що для них найкраще залишитися з нею, і вони залишаються під її опікою, доки місто не буде відновлено. Крім того, як частина угоди, щоб зберегти її свободу, Бетмен організовує це так, що Айві постачає свіжі продукти голодуючим натовпам тих, хто пережив землетрус. Незабаром після цього Айві знаходить Гарлі Квінн, яку ледь не вбив Джокер, серед уламків землетрусу та лікує її. З тих пір вони були найкращими друзями та співучасниками злочину.
Після того, як Ґотем-Сіті знову відкривається для відвідувачів, міська рада хоче виселити її з парку та відправити назад до притулку Аркхем, оскільки їм незручно думати про «психотичного еко-терориста, який контролює еквівалент 30 з гаком квадратних кварталів». Вони також помилково вважають, що сироти, якими опікується Айві, є заручниками. Департамент поліції Ґотем-Сіті погрожує обприскати парк потужним гербіцидом RC Sixty, який напевно знищив би кожну живу рослину в парку, включно з Плющем, і, швидше за все, завдав би шкоди дітям. Айві відмовляється залишити парк місту і дозволити їм зруйнувати створений нею рай, тому вона вибирає мученицьку смерть. Лише після того, як Роуз, одна з сиріт, випадково отруїлася від Айві, закореніла екотерористка здається владі, щоб врятувати дівчині життя. Бетмен каже, що, як би їй не хотілося це визнавати, Айві все ж таки більше людина, ніж рослина.
Пізніше нею та іншими персонажами Ґотему маніпулюють Загадочник і Гаш. Її завдання полягає в тому, щоб загіпнотизувати Супермена та Жінку-кішку, використовуючи Жінку-кішку, щоб вкрасти гроші за викуп у Бейна після того, як початковий план перервав Бетмен, а Супермен виступає як «охоронець», коли вона ховається в Метрополісі. Однак вона залишає Жінку-кішку, щоб її вбив Вбивця Крок, і Бетмен здатний залучити Супермена до бою (за допомогою каблучки з криптонітом, яку він отримав давно) достатньо довго, щоб Людина зі сталі вирвалася з-під чар. Незабаром після цього Загадочник, якого переслідує і атакує Гаш, наближається до Айві і шукає її захисту. Айві, яка розгнівана маніпуляціями, бореться із Загадочником фізично та психологічно. Вона приходить, щоб фізично домінувати над своїм супротивником, принижуючи Редлера та тимчасово ламаючи його дух.
Отруйна Айві починає вірити, що її сили вбивають дітей, за якими вона доглядала, тому вона шукає допомоги Брюса Вейна, щоб повернути її сили та знову зробити нормальною людиною. Невдовзі після цього Гаш переконує її прийняти ще одну сироватку, щоб відновити свої сили, і, мабуть, помирає в процесі. Однак у Бетмен: Лицарі Ґотема, коли її могилу відвідують незабаром після цього, вона вкривається плющем, створюючи враження, що її смерть буде недовгою.
Незабаром після цього Отруйний Плющ ненадовго з’являється в Робінзон-парку, вбиваючи двох корумпованих поліцейських, які вбили одного з її сиріт (хоча це відбувається до чи після вищезгаданої сюжетної лінії, невідомо).
У творі «Один рік потому», Айві жива й активна. Її контроль над флорою зріс, її називають рівною з Болотяником або Флоронічною Людиною. Вона також, здається, відновила свій хрестовий похід проти корпоративних ворогів середовища з новим фанатизмом, розглядаючи Бетмена більше не як головного супротивника, а як «перешкоду». Повернувшись після річної відсутності, Бетмен виявляє, що Айві годувала людей, у тому числі «нудних коханців», «некомпетентних поплічників» і тих, хто «повернув їй посмішку», гігантською рослиною, яка повільно й болісно перетравлювала жертв. Вона називає ці вбивства "винним задоволенням". У безпрецедентній події душі її жертв зливаються з рослиною, створюючи ботанічного монстра під назвою Жнива, який прагне помститися Отруйному Плющу. Однак завдяки втручанню Бетмена її врятовано. Отруйний Плющ залишається в критичному стані, а місцезнаходження Жнив невідоме.

### Інші сюжетні лінії
У Зворотному відліку №37 Щуролов і Трикстер ховаються в теплиці, збираючи фрукти та овочі з рослин. Вони стикаються з Айві, яка розмовляє зі своїми рослинами (ймовірно, їй кажуть, що Щуролов і Трикстер завдають їм шкоди), на що вона реагує, зв’язуючи їх у ліанах з наміром убити. Потім показано, що вона приєдналася до Безмежної Ліги Несправедливості і є одним із лиходіїв у Пробігу порятунку.
У сюжетній лінії «Битва за капот» нова Чорна Маска змушує її приєднатися до його групи лиходіїв, яка прагне захопити Ґотем. Вона та Убивця Крок безуспішно намагаються вбити Деміана Вейна.
Невдовзі після цього вона втікає з-під контролю Чорної маски та створює союз із Жінкою-кішкою та Гарлі Квінн, що призвело до поточного серіалу «Сирени Ґотема».
Під час спроби Гаша завдати шкоди Бетмену через його близьких, Гаш викрадає Жінку-кішку та хірургічним шляхом видаляє її серце. Після того як її врятував Бетмен, Жінку-кішку оперують одні з найталановитіших хірургів у світі, зокрема Доктор Мід-Найт і Містер Терріфік. Затанна також дає їй магічну протиотруту, щоб допомогти загоїти рани. Щоб поквитатися з Гашем, Селіна заручається допомогою Отруйного Плюща, Гарлі Квінн, Оракула, Голлі Робінсон і Слема Бредлі, щоб відстежити всі рахунки Гаша, вкрасти їх і залишити його без грошей. Селіна платить Голлі, Гарлі та Айві понад 30 мільйонів доларів кожна, сподіваючись, що вони використають ці кошти, щоб покинути Ґотем, щоб почати все заново в іншому місці. Проте Гарлі використовує свої гроші, щоб ходити по магазинах, а Айві віддає свої гроші організаціям на Мадагаскарі та Коста-Ріці, які займаються відновленням лісів.
Після порятунку Жінки-кішки від Боунбластера, нового лиходія, який намагається зробити собі ім’я, Отруйний Плющ повертає Жінку-кішку в будинок Загадника. Там Жінка-Кішка бачить, що Айві тримає Загадника під контролем, щоб вони з Гарлі могли використовувати його будинок як схованку. Тут Жінка-Кішка вирішує, що Ґотем-Сіті небезпечніше, ніж будь-коли, з усіма бандитськими війнами та новим Бетменом, партнерство з двома іншими жінками буде вигідним. Однак Айві боїться, що Жінка-Кішка втратила свою перевагу та майстерність, і радиться із Затанною щодо характеру травм Жінки-Кішки. Затанна відповідає, що Жінка-кішка має психологічні рани, які потрібно залікувати. Айві вирішує, що вони з Харлі нададуть Жінці-кішці «позитивне жіноче підкріплення». Тоді троє погоджуються стати командою. Однак Гарлі та Айві мають одну умову, щоб Жінка-Кішка розкрила їм таємницю особи Бетмена.
Зрештою Айві та інші сирени підстерігають Загадника в його офісі (причому Айві використовує свої рослини, щоб зв’язати та заткнути рот його секретарю), кажучи йому, що їх підставили у вбивстві молодої медсестри. Він погоджується допомогти очистити їхні імена, і під час обговорення Айві розповідає, що нещодавно влаштувалася на роботу в готемський підрозділ STAR Labs під вигаданим іменем (доктор Пола Ірвінг). Зрештою дослідниця на ім’я Аліса Адамс викрадає її та поміщає в спеціальну камеру зберігання, але вона втікає та перевертає справу проти свого викрадача, зв’язавши її виноградною лозою. Спочатку Айві повідомляє Адамсу, що планує вбити її, але замість цього вирішує залишити її жити, побачивши фотографію маленької доньки Аліси. Потім Айві погрожує Алісі, щоб вона мовчала про свою справжню особу, кажучи їй, що передумає та вб’є її, якщо вона комусь розкриє свою таємницю.
Коли Гарлі Квінн зраджує своїх друзів і вривається в притулок Аркхема з метою вбити Джокера, вона зрештою вирішує звільнити Джокера з його камери, і разом вони організовують насильницьке захоплення закладу. Приходить Отруйний Плющ і намагається переконати Гарлі Квінн, що Джокер злий, але Гарлі Квінн відмовляється їй вірити і втрачає свідомість Отруйного Плюща. Після того, як вони зазнали поразки від Жінки-Кішки та Бетмена, Жінка-Кішка каже Отруйній Айві, що вони більше не друзі, після того, як Айві ввела Жінку-Кішку наркотики, намагаючись дізнатися особу Бетмена. Отруйний Плющ доставлено до притулку Аркхема. Невдовзі Айві втікає та влаштовує засідку на Харлі у своїй камері, зв’язуючи та затикаючи рот її колишній подрузі, перш ніж вона зможе захиститися. Айві бореться з рішенням стратити Гарлі за її зраду, але зрештою звільняє її після того, як розуміє, що вона все ще її друг. Разом вони вирушають на пошуки Жінки-кішки та змушують її заплатити за те, що вони залишили їх. Вони двоє знаходять Жінку-кішку і б'ються з нею на вулицях. Під час боротьби Жінка-Кішка зізнається, що бачила в обох добро і хотіла лише допомогти їм. Коли вона каже їм, що стежила за ними лише тому, що Бетмен хотів тримати їх під контролем, Айві кидається на місто, використовуючи гігантські ліани, щоб руйнувати будівлі, проклинаючи Бетмена за те, що він маніпулював нею. Бетмен збирається їх заарештувати, але Жінка-кішка допомагає їм двом втекти.

### The New 52
У 2011 році «The New 52» перезавантажив всесвіт DC. Отруйного Плюща залучають до групи таємних операцій, відомої як Хижі птахи. Хоча її спеціально відібрав лідер групи, Чорна Канарейка, інші члени групи протестують проти включення Айві, посилаючись на її насильницьке минуле та зв’язки з різними вбивствами. Ці підозри підтверджуються, коли Айві отруює команду і змушує їх атакувати корумповані компанії, які вона хоче знищити, поки Катана, очевидно, її не вбиває.
Плющ виживає після поранень і повертається до Ґотема, зриваючи Глиноликого/Безіла Карло, щоб змусити його стати її чоловіком. Бетмен втручається, щоб допомогти їй, головним чином тому, що місця, які вона атакувала, були власністю Пінгвіна. Отруйний Плющ потрапляє в полон до людей Пінгвіна. Вони поховали її живою, але вона прожила достатньо довго, щоб її врятував права рука Пінгвіна Імператор Пінгвін, який захопив бізнес свого боса після повернення Джокера. Він пропонує їй укласти союз. Однак Карло, якого Бетмен звільнив від контролю Айві, вистежує та атакує Отруйного Плюща. Пізніше Імператорський Пінгвін звернувся за послугою до Отруйного Плюща. Це призвело до того, що Імператорський Пінгвін наділив себе хімічною речовиною, виготовленою з однієї з рослинних сумішей Отруйного Плюща, сироваткою людини-кажана та препаратом Веном.
Походження персонажа в цьому новому всесвіті DC було представлено в спеціальному випуску Detective Comics (№23.1) під час події «Місяць лиходіїв» у вересні 2013 року. Памела Асйлі народилася з хворобою шкіри, через яку вона не могла виходити з дому. Більшу частину свого обмеженого часу вона проводила на вулиці в саду своєї родини. Її жорстокий батько вбив її матір і поховав її в саду. Під час навчання в коледжі Памела продавала феромонні таблетки іншим студентам, щоб вивчити їх дію, поки її не спіймала поліція. Вона використовувала потужну версію таблеток, щоб контролювати свідомість декана, щоб він зняв звинувачення та дозволив їй закінчити навчання з відзнакою. Відвідуючи свого батька у в'язниці, вона поцілувала його, і отрута, що виділилася з її губ, убила його. Пізніше вона пройшла стажування у відділі біохімії Wayne Enterprises, де розробляються фармацевтичні та косметичні програми. Вона була звільнена після того, як запропонувала Брюсу Вейну розробити компанію хімікати, які могли б промивати мізки людям. Коли її супроводжувала охорона, вона випадково розлила на себе хімічні речовини, з якими працювала, що дало їй можливість контролювати життя рослин і імунітет до всіх отрут і вірусів.

### Цикл життя і смерті
У січні 2016 року DC Comics представила першу сольну серію коміксів Айві «Отруйний Плющ: Цикл життя і смерті». Як доктор Памела Асйлі, доктор філософії, вона приєднується до відділу рослинництва в Ботанічному саду Ґотема, але все швидко ускладнюється, коли Луїзу Круз, подругу та наставницю Айві, вбивають через отруєння. Айві розслідує вбивство, працюючи над дослідженням генної інженерії, кульмінацією якого є створення двох дітей-гібридів рослин і людини, відомих як Роуз і Гейзел.
За допомогою Селіни Кайл і колеги-дослідника Даршана Отруйний Плющ дізнається, що Ботанічний сад Ґотема проводить експерименти, використовуючи дослідження Айві, результатом яких є створення ще одного гібрида рослини та людини, відомого як Торн. Айві руйнує лабораторію і рятує дитину. Айві виховує Троянду, Гейзел і Торн, які експоненціально ростуть до дорослих розмірів і стають молодими жінками протягом 35 тижнів. Коли дівчата вперше викрадаються, щоб побачити нічний Готем-Сіті, вони спричиняють інцидент у стриптиз-клубі, у який втягується поліція, і Айві доводиться допомогти їм втекти.
Повернувшись до квартири, Айві замикає Роуз, Гейзел і Торн, щоб вони більше не пішли. Айві знаходить доктора Еріка Грімлі, голову науково-дослідного відділу Ботанічного саду Ґотема, який чекає на неї. Ґрімлі проводив експерименти з дослідженнями Айві, щоб вилікувати власний рак; потім він убив Луїзу, тому що вона підозрювала експерименти, які він проводив. Тепер, коли рак повернувся, він має намір зібрати троянду, терен і ліщину на спори, щоб використовувати їх як ще одне ліки. Він нападає на Айві та перетворюється на гігантського рослиноподібного монстра. Приходить Даршан і відпускає дівчат. Айві, Роуз, Гейзел, Торн і Даршан разом із Болотяником (який прагне вбити Ґрімлі за те, що він намагався розірвати цикл життя та смерті) борються та перемагають Ґрімлі, а Торн рубає його мачете.
Пізніше Даршан допомагає Роуз, Торн і Гейзел покинути Айві, вважаючи, що вони настільки неспокійні, що зрештою підуть з його допомогою або без нього. Вони вирушили з Ґотема в невідомі місця, кажучи, що планують прожити своє життя, незалежно від того, наскільки воно коротке.

### Всесвіт DC
У червні 2016 року DC Comics розпочала наступний перезапуск усієї лінійки своїх ігор під назвою «DC Rebirth». У грудні 2017 року DC вирішила ребрендингувати свої назви під назвою «DC Universe», використовуючи спадкоємність, встановлену з DC Rebirth. У сюжетній арці «Краще разом» Трініті Отруйний Плющ знаходить світ мрій і сутність Білого Милосердя, обидва створені рослиною Чорного Милосердя для Монгула через її зв’язок із Зеленню. Після захоплення Бетмена, Чудо-жінки та Супермена вона поміщає їх у світ мрій і має намір використати сонячну енергію, що випромінюється з тіла Супермена, щоб відкрити ворота для повернення Білої Мерсі, яку вона вважає дочкою, зі світу мрій. Пізніше з'ясовується, що Монгул обдурив Отруйного Плюща і мав намір підкорити Землю, використовуючи Супермена як посудину. Монгул зазнає поразки від Білого Милосердя, використовуючи Бетмена як тимчасовий і добровільний корабель. Коли Отруйний Плющ і Біле Милосердя прощаються одне з одним, Біле Милосердя використовує свій зв’язок із Зеленню, щоб змусити Отруйного Плюща втратити спогади про цей інцидент, тому Айві не потрібно страждати від душевного болю. Надалі сюжетна арка «Краще разом» розгортається після подій у мультфільмі «Отруйний Плющ: Цикл життя і смерті» за участю дітей Айві.
У Бетгьорл Отруйний Плющ допомагає Бетгьорл врятувати літак і його пасажирів від рослини, одного зі зразків Айві, яка нестримно росте у вантажному відсіку. Зрештою вона неохоче дозволяє Бетгерл вбити цю рослину.
У арці «Краї землі» зірок Бетмена Отруйний Плющ відправляється в Долину Смерті, де вона проводить дослідження безплідного дерева, щоб знайти ліки. Тут Бетмен просить Отруйного Плюща про допомогу зі смертоносною бактерією, яку випустив містер Фріз, повідомивши їй про інфіковану дівчину та давши їй її зразки. Переглянувши його, Айві розуміє, що інфікована дівчина вже мертва, і Бетмен хотів викликати її співчуття, оскільки він насправді шукає ліки для боротьби з поширенням хвороби. Вона також розповідає, що, коли вона ще працювала в Wayne Enterprises, вона представила своє дослідження неправильно, оскільки вважала, що Брюс Вейн хотів чимось маніпулювати людьми, але насправді вона досліджувала феромони, щоб люди почувалися добре. Бетмен попереджає Айві, що за нею переслідує невідома ударна сила, тому що вони знають, що Плющ здатна витягти біологічну зброю з дерева. Після того, як Бетмен допомагає Плющу в боротьбі, Айві синтезує селективний агент, який може знищувати спори, не завдаючи шкоди господарям.
У сюжетній арці «Війна жартів і загадок» про Бетмена Отруйний Плющ об’єдналася з Загадником у його війні проти Джокера. Під час арки, коли Загадник намагався переконати її приєднатися до нього, видно, як вона зупиняє людей Карміне Фальконе, яких відправляють убити Загадника, захоплюючи їх у ліани.
У сюжетній арці «Опір Ґотема» для Темні ночі: Метал, Отруйний Плющ контролює схоже на джунглі царство в Ґотем-сіті, деформоване темною енергією, що випромінюється темним металом у картках, які Бетмен, який сміється, роздає різним ворогів Бетмена, включаючи саму Отруйну Айві. Отруйний Плющ захоплює Гарлі Квінн — яка розуміє, що Отруйний Плющ — це не вона — Зелену Стрілу, Найтвінга, Робіна та Вбивцю Крока, коли вони намагаються розгадати, що відбувається, і зупинити це. Вони втікають, коли Отруйний Плющ жорстоко реагує на те, що її рослини постраждали під час нападу кількох членів Юних Титанів і Загону Самогубців, які також були перекручені, а також Темного Робіна.
У сюжетній арці «Вихідний код» Бетдівчини та хижих птахів Отруйний Плющ проникає й намагається знищити Терракаре, компанію, чиї добрива містять секретний інгредієнт, що руйнує популяцію бджіл. Вона натрапляє на Хижих Птахів ( Мисливицю, Чорну Канарку та Бетгерл) і Жінку-Кішку, які намагалися врятувати родину Калькулятора, взяту в заручники Терракаре. Зокрема, Терракаре відстежила витік даних до Калькулятора, який продав інформацію Жінці-кішці, щоб вона могла вкрасти флакон з інгредієнтом у Терракаре для Отруйного Плюща. Вона зробила це для Айві, як колись Айві врятувала її від Костробластера. Після того, як вони зупинили відповідальних у Терракаре, Бетгерл організовує, щоб Отруйний Плющ стала хіміком, відповідальним за добрива. Після цієї арки Отруйний Плющ час від часу бачать, як працює в Терракаре (тепер придбаний Gordon Clean Energy) або допомагає Хижим птахам проти лиходіїв (таких як Дочки Ґотома чи Калькулятор).
У сюжетній лінії Ушкодження «Неприродне лихо» Отруйний Плющ підпав під вплив сил, які призвели до бажання знищити людство. З цією метою вона співпрацювала з Gorilla Grodd. Вони боролися проти Демеджа (Ітан Евері), який намагається захистити людей від них. Однак Отруйний Плющ зрештою чинить опір контролю цих сил, оскільки вважає, що люди варті порятунку, і не хоче бути вбивцею. Наприкінці Болотяник (Алек Голланд) розповідає Ітану Евері, що Зелень намагається змінити Отруйний Плющ, але йому це не вдалося.
Бетмен (vol. 3) №41 – 43 містить арку про Отруйного Плюща під назвою «Всі люблять Айві». Підживлювана почуттям провини перед чоловіками, яких вона вважала вбитими у «Війні жартів і загадок», Отруйна Айві використовує свої сили, щоб взяти під контроль усіх на землі, крім Бетмена та Жінки-кішки. За допомогою Гарлі Квінн Бетмен і Жінка-кішка переконують Отруйну Айві звільнити світ з-під її контролю. Наприкінці арки Отруйний Плющ потрапляє до реабілітаційного закладу, відомого як Заповідник.
У Герої в кризових ситуаціях в психіатричному закладі Sanctuary видно, як Отруйна Айві дає зізнання, у яких вона заявляє, що вона не повинна бути там, оскільки вони створені для героїв, а вона терористка. Раніше Гарлі Квінн сказала Отруйному Плющу піти в Санктуарій і пішла за нею туди. Айві та кілька інших гинуть, коли Воллі Вест втрачає контроль над Силою Швидкості, але Воллі відроджує Айві з Зеленого, використовуючи Силу Швидкості на троянді, яка була частиною Айві, переданої Гарлі. Наступна обмежена серія Гарлі Квінн і Отруйний Плющ показує, що Айві все ще намагається повністю відродитися. З допомогою Гарлі Плющ зрештою повністю відновлюється, але випадково створює ідентичний дублікат рослини під час свого відновлення. Обидва, невинно не підозрюючи про те, що вони дублікати, Плющ-двійник і Гарлі разом кинулися втікати, коли вороги атакували, залишаючи позаду справжню Плющ, яка відчувала себе покинутою та зрадженою. До того часу, коли пара дізнається про свою помилку, Плющ стає вбивчо божевільною щодо Гарлі, що змушує двійника пожертвувати собою, щоб врятувати Гарлі та стабілізувати здоровий глузд Айві.

### КоміксГарлі Квін
Гарлі Квінн показує Плющ як найкращу подругу, а потім і коханку Гарлі. Айві допомогла Гарлі в кількох пригодах між її концертами екологічного тероризму в новому домі Гарлі на Коні-Айленді. Вона допомагає Гарлі пояснити місцевим вбивцям, що Гарлі оголосила власну винагороду, коли йшла уві сні, і що спроба вбити її призведе лише до їхньої смерті та втрати дня виплати. Гарлі врятувала її від контролю над розумом суперлиходія, а Плющ таємно тримала в полоні та використовувала згаданий лиходій в Аркхемі. Вона допомогла найняти банду Гарлі та вилікувати Гарлі, коли мутант капітана Стронга, можливо, інопланетна водорость, помістив її до лікарні. Вони з Жінкою-кішкою приєдналися до Гарлі в подорожі, коли дядько Гарлі помер і виявили, що, хоча і вона, і Гарлі мають імунітет до більшості токсинів, це не включає якийсь секретний напій, зварений в індіанській резервації. Її та Гарлі запросив провести романтичний тиждень на Бермудських островах у нудистській колонії Сай Боргман. Коли виникла суперечка щодо нерухомості, Плющ допомогла перетворити її на заповідне болото. Крім того, коли Пінгвін атакує Нью-Йорк гігантськими пінгвінами-вбивцями, вона допомагає перемогти його, вирощуючи гігантську ромашку, у тому, що їхній друг Еггі називає «найгіршою битвою з Кайджу».
Ті Франклін, одна зі сценаристок коміксів про Гарлі Квінн, заявила, що написала Айві як аутистку, але «вважала, що DC буде проти», щоб це згадувалося в коміксах.

## Активізм
Айві називає себе «екотерористом глобального значення» та демонструє філантропічний внесок у зусилля по збереженню природи. В епізоді «Дівчата Ґотема» «Pave Paradise» вона робить усе можливе, щоб змусити мера Ґотема запобігти знищенню парку бульдозером, оскільки він поклявся, що не робитиме цього під час своєї передвиборчої кампанії. У мультфільмі «Сирени Ґотем-Сіті» Айві розповідає, що пожертвувала свою частку грошей Гаша в розмірі 30 мільйонів доларів у фонд відновлення лісів.

## Суперсили та здібності
Спочатку вважалося, що Плющ була трансформована під час експериментів на людях, а пізніше виявилося, що Плющ обдарована Зеленню, міжпланетною силою, яка надає їй надприродний контроль над рослинним життям, підвищену силу та витривалість, здатність передавати отруту через дотик, повний імунітет до усі токсини та отрути, а також здатність проектувати феромони, що контролюють розум. Завдяки повному розкриттю останньої сили вона виявляється здатною контролювати кожну людину на Землі, включаючи інших надпотужних істот. Якщо її спори контролю над розумом просочені криптонітом, Айві також може впливати на Супермена та контролювати його.
Вона має здатність контролювати та змінювати всі форми рослинного життя на молекулярному рівні, змушуючи їх реагувати на її волю та наказ. У третьому томі «Бетмена» вона миттєво змушує коріння гігантських рослин виривати з корінням і направляє їх, щоб обплутати її ворогів. Перебуваючи в притулку Аркхема, вона маніпулює та оживляє рослини, використовуючи коріння для формування опор для тунелю, який вона та інший ув’язнений на ім’я Сорока копають, щоб втекти, а також породжує світяться гриби, щоб розважити Сороку. Рослинні ліани також часто можна побачити на її кінцівках і шиї, створюючи частину її загального вигляду. Вона змусила ціле дерево впасти на Клейфайса, захопивши його своїми гілками, а одного разу зруйнувала цілий хмарочос із гігантськими ліанами.
Деякі версії персонажа зображують її більше рослиною, ніж людиною, наприклад дихає вуглекислим газом і проходить фотосинтез. Її спеціальні феромони дозволяють їй гіпнотизувати та маніпулювати оточуючими людьми, зокрема чоловіками, хоча такі сильні духом люди, як Бетмен, зазвичай здатні чинити опір. Вона також може створювати найпотужніші квіткові токсини в Ґотем-Сіті, починаючи від сироваток правди і закінчуючи любовним зіллям. Часто ці токсини виділяються з її губ і вводяться в її улюблений спосіб, отруйний поцілунок. За іронією долі її імунітет до отрут призвів до того, що вона стала безплідною і не змогла народити.
Отруйний Плющ ідентифікується Болотяником як істота з елементарним містичним компонентом, яку він називає «Травневою королевою». Плющ здатна спілкуватися на великій відстані з цим талантом, оскільки вона з’являється у вазі з трояндами в гардеробній Затанни, щоб поговорити з чарівником. Після її смерті та відродження її контроль над рослинами зріс до такої міри, що вона може вирощувати гігантські анімовані рослини з розсади за лічені секунди, чути через рослини та направляти свою свідомість на рослинний матеріал з великих відстаней.
Персонаж носить певну кількість живих ліан: у поєднанні з її природною здатністю спілкуватися з рослинним світом, вони діють як зброя або захисні/захоплюючі придатки. Проте їхня пропозиція обмежена.
Окрім металюдських рис, Плющ демонструє виняткову фізичну форму як завдяки гімнастиці, так і завдяки своєму міцному здоров’ю; будучи схожою на Гарлі Квінн за майстерністю, а також демонструючи достатню майстерність рукопашного бою, щоб кинути виклик Бетмену, не покладаючись виключно на її сили.
Памела Асйлі є експерткою у галузі ботаніки, токсикології та генетики. Незважаючи на психічну нестабільність, вона має геніальний рівень інтелекту, особливо коли йдеться про все, що пов’язано з рослинами, і вона може бути найкращим ботаніком у світі. Її спеціалізація в цих галузях принесла їй кар’єру вченого, і спочатку вона використовувала свої знання для парфумів, макіяжу та медицини. Крім того, її досвід у галузі біохімії дозволив їй розробляти рослини-мутанти, а також створювати та давати життя рослинам, які довгий час вважалися вимерлими. У мультсеріалі «Бетмен» полонений Бетмен називає її генієм у поєднанні з фанатизмом – опис, який вона не заперечує.
Вона відома тим, що вміє спокушати як чоловіків, так і жінок, часто використовуючи для цього свої феромони, але також і без них: її краса - це ресурс, який вона може використовувати. Памела Айслі завжди була красивою жінкою, але вона ніколи не використовувала свою зовнішність або таланти для особистої вигоди, поки не стала Отруйним Плющем.

## Романтичні стосунки

### Бетмен
Хоча Отруйний Плющ історично зображували як суперлиходія, Бетмен і Отруйний Плющ працювали разом для досягнення спільних цілей і часто зображувалися як такі, що мають романтичні стосунки. Потяг Бетмена до Плюща певним чином присутній у кількох середовищах, у яких з’являються персонажі. Між ними завжди існувала сексуальна напруга, особливо в їхніх ранніх канонічних зустрічах.
У своїй першій появі Отруйний Плющ було встановлено, що має потяг до Бетмена, і вона намагається переконати Бетмена приєднатися до неї та створює любовні зілля, які захоплюють його.
У історії 1997 року «Бетмен: Отруйний Плющ» Крістофер Дежарден намагається вбити Плюща, і Бетмен приймає кулю. Бетмен, який був одягнений в бронежилет, нокаутує його. Айві вважає його порятунок від смерті доказом того, що він її любить, хоча він відповідає, що вона не знає значення цього слова.
Її привабливість підтверджується в сюжеті Розширюючи кругообіг.
Спочатку захоплення Плюща Бетменом було одностороннім; пізніші історії представили потяг як більш взаємний, але перешкоджав небажання з боку Бетмена. Пізніше вона цілує Брюса під час пограбування, отруюючи його. Але коли вона згодом поцілує вмираючого Бетмена, вона неусвідомлено зцілює свою жертву та встановлює зароджується романтичне напруження між ними. Під час арки «Ничійної землі» Бетмен приходить їй на допомогу, поки її тримає в полоні Клейфейс, а Айві зауважує, що вона знала, що він це зробить.
У мультфільмі «Бетмен: Паване» (1989), під час співбесіди як потенційного кандидата в Загін самогубців, Памела розповідає інспектору Стюарту про те, як вона стала Отруйним Плющем. Коли вона почула про Бетмена, вона миттєво закохалася в нього, вважаючи, що він «ідеальний чоловік»; дійшовши до того, щоб зробити з нього святиню любові. З поставленою ціллю вона переїхала в Ґотем, створила костюм і перейменувала себе в «Отруйний Плющ»; потім вона почала вчиняти злочини, щоб привернути його увагу в надії, що вони стануть злочинною парою №1. На жаль для Памели, все вийшло не так, як вона хотіла, і тому її затримали та відправили до притулку Аркхем.
У фільмі «Бетмен: Теплиця» (1992) Бетмен стає одержимою Плющем. Пізніше вона цілує його. Тепер повністю божевільна, Айві вважає себе «Титанією, королевою травня», а Бетмена своїм Обероном — поки Бетмен бореться з галюцинаціями, викликаними поцілунком, вона притискає його до ніг і готується викрити його. З останнім вибухом сил Бетмен запускає спринклери теплиці, змиваючи феромони Айві. Протверезий Бетмен переслідує Айві, що стає дедалі відчайдушнішою, на подіумах оранжереї, де йому ледве вдається врятувати Айві від падіння та смерті. Згодом Айві повертається до притулку Аркхема, її спотворена любов до Бетмена сильніша, ніж будь-коли.
В одному зі щорічних випусків Бетмен: Тінь кажана взаємне тяжіння між Отруйним Плющем і Бетменом очевидно з самого початку. Айві вважає Бетмена «ідеальним чоловіком», і в розмові зі своїм дворецьким Альфредом Пеннівортом він зізнався, що вважає її чарівнішою та привабливішою, ніж Жінка-кішка. Згодом вона назвала Брюса Вейна одним із тих, кого вона звинувачує у нещодавніх екологічних «злочинах», давши йому свій отруєний поцілунок, але коли вона пізніше поцілувала Бетмена й хвалилася тим, що другий поцілунок є протиотрутою, Бетмен таким чином створює враження, що він захищений від до її отрут.
У «Хроніках Бетмена» (1995) «Плід пристрасті» (1997) Плющ зображена як почувається самотньою та дуже сумує за Бетменом, перебуваючи в притулку Аркхема. Вона виношує план, щоб випустити деякі зі своїх рослинних творінь, щоб спричинити хаос у Ґотемі, розмножуючись при контакті з водою, доки Бетмен нарешті не відвідує її в притулку. В обмін на візит і поцілунок вона перетворює свої творіння на нешкідливі рослини полуниці. Наприкінці оповідання видно, що її настрій покращився.
У історії 2004 року Бетмен/Отруйний Плющ: Відкинуті тіні Бетмен і Плющ працюють разом, щоб знайти вбивцю, який здійснює серію вбивств, схожих на Айві, в Аркхемі. Його дворецький, Альфред Пенніворт, зазначає, що Бетмен був отруєний квітами. Бетмен каже Альфреду, що він повинен поцілувати Отруйний Плющ, щоб лікувати, і що, якщо він не зможе, Альфред повинен убити його. Айві та Бетмен стикаються один з одним, де Бетмен попереджає Айві, що йому доведеться нокаутувати її, щоб поцілувати, щоб переконатися, що вона не вб’є його, коли він втратить свідомість після лікування. Айві наполягає, щоб він довіряв їй, незважаючи на сумніви Бетмена. Бетмен спочатку вирішує вдарити її, вагається, потім вони обіймаються і пристрасно цілуються. Після лікування він падає, але рятується сам і рятує Айві, коли Ґотемська вежа руйнується, коли — припускаючи, що Бетмен мертвий — Отруйний Плющ намагається вбити себе, ще раз натякаючи, що вона відчуває до нього щось більше, ніж просто жагу. Плющ та Бетмен розмовляють разом, спостерігаючи, як її рослини створюють світло, а Бетмен робить їй комплімент за її талант. Бетмен повертає Плющ до притулку Аркхем, щоб Плющ завершила реабілітацію. Знеохочена Плющ скаржиться Бетмену на відсутність світла в її камері, і Бетмен, перш ніж піти, відповідає, що він нічого не може з цим вдіяти. Переведена в нову камеру наступного ранку, Айві була приголомшена, коли дізналася, що хтось переніс її кімнату в спеціальну камеру, де вона може бути на сонці, і була наповнена квітами в якості подарунка. Коли їй сказали, що якийсь «анонімний благодійник» хоче переконатися, що її час не такий важкий, як міг би бути, зворушена Айві посміхається та дякує Бетмену.
У Детективниз коміксах (том 2) №14 (січень 2013) Айві цілує Бетмена, намагаючись отримати контроль над ним за допомогою своїх токсинів, і каже: «Ти єдиний для мене Бетмен, ти ж знаєш це? Ніхто інший навіть близько не підійде. Ніхто». Замість того, щоб використовувати протиотруту, він монтує свій візир, щоб показувати йому певний набір візуальних стимулів, які ефективно стирають його короткочасну пам’ять, тим самим стираючи всі команди, які вона йому дає. Усвідомлюючи його опір, вона намагається апелювати до його почуття моралі.
У Ґоттопії Бетмен приходить їй на допомогу, коли розуміє, що вона говорила йому правду, хоча він і помістив її в Аркхем. Спочатку вона б'є його за те, що він не повірив її твердженням, а потім вона цілує його за те, що він прийшов їй на допомогу, отруюючи його своїм токсином контролю розуму. Опираючись цьому, він попереджає, що їм зараз краще допомагати один одному. Завдяки її власному опору та поцілунку, який він отримав, Бетмен і Айві стають несприйнятливими до газового ефекту Страшила.
У серії коміксів Стан страху 2021 року Бетмен: 113 демонструє дослідження свідомості Бетмена та показує, як Отруйний Плющ цілує його, поряд із Жінкою-кішкою та Талією аль Гул, мабуть, підтверджуючи минулі стосунки між двома персонажами в поточному канонічному всесвіті. У тринадцятому випуску серіалу «Отруйний Плющ Соло» Брюс згадує їхні минулі романтичні стосунки, розмовляючи з Памелою, коли вона повертається до Ґотема.
Стосунки навіть ненадовго відхилилися від стосунків Бетмена/Айві до стосунків Брюса/Памели, коли в коміксах Бетмен: Лицарі Ґотему він допомагає їй повернутися до нормального життя.
У мультфільмі «Бетмен: Довгий Гелловін» Брюс і Плющ протягом трьох місяців вступають у сексуальні стосунки, коли Брюс перебував під її контролем за вказівками боса мафії Карміна Фальконе.

### Гарлі Квінн
До перезапуску New 52 Плющ іноді об’єднується з другою лиходійкою Гарлі Квінн, причому Гарлі є її найкращою подругою і постійним союзником. Іноді їх показують романтичними. На відміну від більшості команд лиходіїв, їх партнерство засноване на щирій дружбі та взаємній повазі. Плющ щиро хоче врятувати Гарлі від її нездорових жорстоких стосунків із Джокером. Відповідно, Отруйний Плющ зневажає Джокера, і вони обмінюються злими жартами при кожній нагоді. У фінальній сюжетній лінії серії «Сирени Ґотем-Сіті» Харлі припускає, що Айві може бути закохана в неї, звинувачення, яке її приголомшує. У наступному випуску Отруйний Плющ визнає, що вона дійсно може любити Гарлі, але подробиці її кохання ніколи не уточнюються, і серіал закінчився перезапуском New 52, перш ніж їхні стосунки можна було вирішити.
У червні 2015 року сценаристи серіалу про Гарлі Квінн Джиммі Пальміотті та Аманда Коннер повідомили, що Отруйний Плющ перебуває у романтичних стосунках із Гарлі «без ревнощів моногамії».
У Гарлі Квінн (том 1) №8, Гарлі поїхала у відпустку з Плющем в нудистську колонію, де вона намагалася переконати Плюща переїхати до неї, але при цьому Плющ зізналася, що любить Гарлі більше, ніж будь-яка інша людина на Землі і хотіла б проводити з нею якомога більше часу, зараз вона більше присвячується порятунку довкілля. Гарлі була розчарована і дуже сумна, але прийняла це, і вони розлучилися, пообіцявши зустрітися знову.
У Несправедливості 2 №70, дія якого відбувається в альтернативному всесвіті, Отруйний Плющ заявляє, що була одружена з Гарлі Квінн.

## Команди
Плющ час від часу об’єднувалася з другою лиходійкою, Гарлі Квінн, причому Гарлі була її близькою подругою і постійною союзницею. Партнерство між Гарлі та Плющ також іноді включало Жінку-кішку, наприклад, в епізодах і випусках веб-мультфільму «Дівчата Ґотема» та серії коміксів. У мейнстрімі DC Universe троє уклали альянс на сторінках Сирени Ґотем-Сіті.
Чорна Канарейка запросила Отруйного Плюща приєднатися до спільноти Хижі птахи у перезавантаженні The New 52. Щуролов і Старлінг відкидають цю ідею і навіть нападають на Айві, але після короткої бійки жінки починають працювати разом як одна команда. Вона деякий час залишалася в команді, але зрештою зрадила їх незадовго до того, як команда розпалася. Коли Птахи були реформовані під керівництвом Бетдівчини, Отруйного Плюща не було назад запрошено.
Отруйний Плющ на короткий проміжок часу приєднується до банди Дволикого під час сюжету Бетмен: Темна перемога, коли вона вбиває злочинного боса Лючію Віті за наказом Дволикого. Вона, зокрема, єдиний член банди, який був засмучений випадковим вбивством Дволиким одного з членів банди Соломона Ґранді, рослинної організації. Банда розпадається після очевидної смерті Дволикого від рук Джокера.
Отруйний Плющ є членом оригінальної банди Світова банда несправедливості, яка кілька разів бореться з Лігою справедливості.
Вона приєднується до Таємного товариства суперлиходіїв для виконання місії проти Ліги справедливості. Пізніше вона приєднується до втілення Товариства Олександра Лютора-молодшого.
Її змушують стати членом загону самогубців. Протягом цього часу вона використовує свої здібності, щоб поневолити графа Вертіго.

## Рецензії
Список 100 найкращих лиходіїв з коміксів усіх часів IGN поставив Отруйний Плющ на 64 місце.

## Інші версії

### JLA: Створені рівними
У JLA: Створені рівними Плющ та Болотник об’єднуються, щоб подумки подорожувати Зеленню у надії виявити, що саме стало причиною події, яка знищила майже всіх чоловіків на планеті. У той час як болотяник здатний впоратися з розумовою напругою зв’язку з усіма формами рослинного життя на Землі одночасно, оскільки його сили походять від Зелені, Плющ цього не може, оскільки її здібності є результатом хімічних мутацій, і врешті-решт вона залишається в кататонії і, по суті, з мертвим мозком.

### Бетмен: Багряний туман
У Бетмен: Багряний туман, Плющ є однією із багатьох лиходіїв та лиходійок, яких вампір-Бетмен убиває заради крові. Присутність вампіра-Бетмена змушує її рослини в'янути навколо нього, коли він дарує Айві поцілунок, якого вона завжди хотіла, коментуючи, що він міг бажати її лише в темряві і розпаді корупції. Після її смерті її голова, очевидно, залишилася в штаб-квартирі GCPD.

### Інші світи
Отруйний Плющ фігурував у деяких історіях Потойбіччя:
- У Бетмен і Демон: Трагедія Плющ характеризується як ельфійська цілителька. Вона дає Брюсу Вейну ліки від його нічних жахів, але його вбиває демон Етріган.
- У міжнародному щорічнику Ліги Справедливості №5, опублікованому під прапором Потойбіччя, Плющ є однією з 10 надлюдей, які зробили себе відомими громадськості. У цій історії Плющ має силу спокушати чоловіків і контролювати їх, а також здатність добровільно виділяти отруту від її дотику.

### JLA/Месники
У JLA/Месники №3 Отруйний Плющ з'являється як слуга Крони та у складі групи лиходіїв нападає на Аквамена та Віжен. Отруйний Плющ душить Аквамена в виноградних лозах, але її розбиває та перемагає Залізна Людина.

### Точка займання
В альтернативній часовій шкалі події Точка займання Отруйний Плющ є однією із багатьох лиходіїв та лиходійок, яких згодом убив Бетмен.
У сиквелі «Точка спалаху за межами» реальність Точки займання була відновлена, коли Бетмен викрав пов’язану з нею сніжну кулю у Володарів часу. Отруйний Плющ пережила свою очевидну смерть і продовжила допомагати Супермену в Оазисі, допомагаючи його біженцям.

### Бетмен/Черепашки-ніндзя
Плющ з'являється як одна з мутованих в'язнів Аркхема в кросовері Бетмен/Черепашки-ніндзя. Вона була мутована в богомола-мутанта-гуманоїда.

### Бетмен: Білий Лицар
Отруйний Плющ має другорядну появу в серії 2017 року Бетмен: Білий лицар. Плющ разом із кількома іншими лиходіями Бетмена обманом змусив Джек Непер (який у цій реальності був Джокером, якому Бетмен примусово нагодував передозування таблеток, які тимчасово вилікували його від божевілля) випити напої, збагачені частинками з тіла Клейфейса. Це було зроблено для того, щоб Непер, який використовував технологію Божевільного Капелюшника для контролю над Клейфейсом, міг контролювати їх за допомогою здатності Клейфейса контролювати частини свого тіла, які були відокремлені від нього. Потім Плющ та інших лиходіїв використовують для нападу на бібліотеку, у створенні якої в одному з найбідніших районів Ґотем-Сіті брав участь сам Нейпір. Пізніше в історії головний капелюх викрадений Нео-Джокером (другою Гарлі Квінн, яка вважала, що Джек Непер був жалюгідною ненормальністю, тоді як Джокер був справжньою, прекрасною особистістю), намагаючись змусити Непіра звільнити Джокера. Отруйний Плющ також з'являється в сюжетній лінії продовження «Бетмен: Прокляття білого лицаря», однак їй вдалося уникнути розправи над іншими лиходіями, здійсненими Азраелем.

### Гарлі Квін: Розбиття скла
Отруйний Плющ з’являється як персонаж другого плану в графічному романі 2019 року «Гарлі Квінн: Розбиття скла». Ця версія персонажа — афро-азійська американська студентка активістка та член кіноклубу Gotham High на ім'я Айві Дю-Баррі. Зрештою вона подружилася з Гарлін Квінзел, яку мати відправила жити в Ґотем-Сіті.

## В інших медіа

### Телебачення

#### Телесеріали
- Отруйний Плющ з’являється в телесеріалі «Ґотем». У перших двох сезонах її грає Клер Фолі, у третьому сезоні та першій половині четвертого сезону - Меґґі Ґега, а у продовженні четвертого та у п’ятому - Пейтон Ліст.[94][95] Цією версією є Айві Пеппер[96], вулична дитина, яка навчилася використовувати рослини та трави для створення змінюючих свідомість хімікатів, чий батько Маріо був обвинувачений у смерті Томаса та Марти Вейн. Під час третього сезону зустріч із силовиком Фіша Муні Марвом змушує Айві фізично постаріти до двадцяти років. У четвертому сезоні Айві набуває нового вигляду з отруйними нігтями після крадіжки містичних хімікатів з аптеки.[97]
- Два втілення Отруйного Плюща, Памела Асйлі та Мері Гамільтон / Отруйний Плющ II / " Отруйна Мері", з'являються в Бетвумен, їх зображують Бріджит Ріган і Ніколь Кенг.[98][99] Ця версія Плюща — вчена і колишня коханка Рене Монтойя, якого вона призупинила. Після того, як одну з виноградних лоз Плюща викрадають і кидають у річку Ґотем, вона заражає Гамільтона сутністю Асйлі. Згодом Монтойя відроджує Асйлі, яка повертає свою сутність у Гамільтона та намагається оновити свої плани. Зображення Гамільтона, виконане Кангом, знаменує собою перший випадок, коли персонажа було зображено як азійського американця.[100]

#### Анімація
- Памела Аслі / Отруйний Плющ з'являється у фільмі «Бетмен» (2004), озвучена П'єрою Копполою.[101] Ця версія — підліток -активістка-екологиня і правопорушниця, яка отримала свої здібності завдяки тому, що її облили рослинним мутагеном «хлорогеном». Через її молодий вік спокуслива сторона її особистості була сильно приглушена.
- Отруйний Плющ з'являється в Бетмен: Відважний і сміливий, її озвучує Дженніфер Гейл в епізоді «Нічна прохолода!» і Ванесса Маршалл в «Маска з сірників Малоне!».[101] Цю версію подають «Діти квітів».
- Отруйний Плющ з'являється в епізоді Молода Ліга справедливості «Одкровення», озвученим Аліссою Мілано. У цій версії вона є членом Ліги несправедливості.[102]
- Отруйний Плющ з'являється в короткометражці Супер найкращі друзі назавжди "Час не чекає на дівчат".
- Отруйний Плющ з'являється в Робот-курча DC Comics Special 2: Лиходії в раю, озвучена Клер Ґрант. У цій версії вона є членом Легіону приречених.
- Отруйний Плющ не розмовляє в мультфільмі Юні титани, вперед!.
- Отруйний Плющ з'являється в Супердрузі DC, озвучена Фрідою Вольф.[101]
- Отруйний Плющ з'являється в Лізі Справедливості, озвучена Наташою Леджеро.[103]
- Отруйний Плющ з'являється в Гарлі Квінн, озвучена Лейк Белл.[104] Ця версія є більш саркастичною, цинічною, скромною та інтровертною, ніж інші втілення, з типово спекотними аспектами її характеру пом’якшеними. Крім того, вона є найкращою подругою, а пізніше дівчиною Гарлі Квінн, яка підтримує її в її намірі вийти з тіні Джокера та стати незалежною суперлиходійкою.
- Отруйний Плющ з'являється в Дівчата-супергероїні DC (2019), озвучена Крістіною Міліцією.[101] Ця її версія — самотня мізантропка, яка відмовляється їсти овочі та проявляє ненажерливу тягу до м’яса.
- Отруйний Плющ з'являється в Дирижаблях, озвучена Кейлі Снайдер.[105]

##### Анімаційний всесвіт DC
Отруйний Плющ з'являється в мультимедійному наборі в анімаційному всесвіті DC (DCAU), озвучена Дайан Першинг:
- Вперше з’явившись у мультфільмі «Бетмен» (1992),[106] її металюдські характеристики спочатку применшуються, а її імунітет до токсинів, що також робить її безплідною, — це єдина здатність, яка відображається. Таким чином, вона безпосередньо не контролює рослини, натомість розводить спеціальні рослини та використовує свої знання хімії та арбалет на зап’ясті у своїх злочинах.[107]
- У «Нових пригодах Бетмена» Плющ була естетично оновлена, щоб виглядати більш схожою на рослину, зі світло-зеленою шкірою та скромним вбранням, яке оголює її ноги. Крім того, вона більш жартівлива та спокуслива в особистості, що збігається з її дружніми стосунками з Гарлі Квінн, а її фанатичний рослинний спосіб мислення значно зменшений.[108]
- Хоча Плющ не з’являється в Бетмені майбутнього, епізод «З минулого» включає її образ у п’єсі «Легенда про Бетмена». Коли його запитали про долю Плюща, творець серіалу Пол Діні сказав, що вона переїхала до Південної Америки та заволоділа тропічним лісом Амазонки, ставши його частиною.[109]
- Плющз'являється в епізоді Статичний удар "Жорсткий, як цвяхи".
- Втілення Плюща з альтернативного всесвіту, яка була лоботомована Лордами Справедливості та стала садівницею у притулку Аркхем, з’являється в двосерійному епізоді Ліги Справедливості «Кращий світ». Співрозробник серіалу Брюс Тімм заявив, що він відмовився від подальших появ персонажа, щоб зосередитися на нових персонажах і сюжетних лініях, повертаючи лише мінімальну кількість лиходіїв з попередніх серій.[110]

### Фільми

#### Художні фільми
- Отруйний Плющ з'являється у фільмі «Бетмен і Робін» (1997),[111] яку грає Ума Турман. Ця її версія — ботанікиня Wayne Enterprises, яка експериментує з сироваткою Venom і схрещує рослини з ДНК тварин, щоб вони могли дати відсіч і захистити себе. Її колега Джейсон Вудру викрадає її роботу, щоб створити Бейн, і намагається вбити її різними токсинами, але ненавмисно перетворює її на Отруйний Плющ. Вона мстить Вудру, пристрасно цілуючи його своїми отруйними губами.
- Режисер «Хижих птахів» Кеті Ян хотіла зняти продовження, яке могло б висвітлити стосунки між Гарлі Квінн і Отруйним Плющем, причому остання мала з’явитися в «Сиренах Ґотема», поки фільм не було призупинено.[112][113][114][115]

#### Анімація
Отруйний плющ з'явлася в багатьох мультфільмах.

## Українські видання
2024 року видавництво «РМ» переклали та видали перший том про Отруйний Пющ «Отруйний плющ. Книга 1».